# Contea di Yolo
La contea di Yolo, in inglese Yolo County, è una contea della California negli Stati Uniti d'America. Al censimento del 2014 la contea di Yolo aveva 207.590 abitanti. La contea di Yolo fa parte dell'area metropolitana di Sacramento e il capoluogo è Woodland.

## Geografia fisica

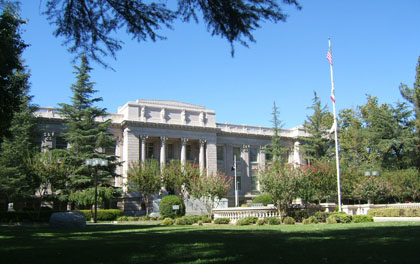
La sede (Courthouse) della Contea di Yolo a Woodland

Secondo l'U.S. Census Bureau, la contea ha un'area totale di 2.649 km²), dei quali 2.624 km² sono costituiti da terreno e 25 km² (0.94%) da acque. Si trova nella parte centro-settentrionale della California, nella valle del Sacramento, nella Central valley, a ovest di Sacramento. Il fiume Sacramento segna il confine est. Il territorio è prevalentemente pianeggiante e si innalza nella parte occidentale.
Nonostante la presenza sul suo territorio del campus di Davis dell'Università della California e la vicinanza a Sacramento, capitale dello Stato, la contea rimane ancora relativamente agricola.  È il centro principale della coltivazione californiana del pomodoro, che domina il 90 % del mercato statunitense di conserve.

### Contee confinanti
- Contea di Colusa - nord
- Contea di Sutter - nord-est
- Contea di Sacramento - est
- Contea di Solano - sud
- Contea di Napa - ovest
- Contea di Lake - nord-ovest

## Storia
La contea di Yolo fu una delle 27 contee originarie dello Stato della California e fu creata nel 1850. Nell'atto originale il nome ufficiale della contea era "Yola",ma fu cambiato subito dopo. Yolo è certamente originato dalla lingua dei nativi locali, ma non è chiaro se derivi da Yo-loy che significa "luogo che abbonda di giunchi" o dal nome del capo indiano, Yodo, oppure dal villaggio chiamato Yodoi.

## Società

### Evoluzione demografica
Secondo il censimento del 2000, la popolazione della contea di Yolo ammontava a 168.660 abitanti, 59.375 nuclei famigliari, di cui 37.465 famiglie effettive risiedenti nella contea. La densità di popolazione era di 64 persone per km². C'erano 61.587 unità abitative ad una densità di circa 23 km². La composizione razziale della contea era 67,67% Bianchi, 2,03% Neri o Afroamericani, 1,16% Nativi americani, 9,85% Asiatici, 0,30% Isole del Pacifico, 13,76% di altre razze, e 5,23% appartenenti a due o più razze. Il 25,91% della popolazione era di origine Ispanica. Il 10,0% erano di origini tedesche, il 6,6% inglesi e il 6,4% irlandesi. Il 68,5% parlavano Inglese, il 19,5% spagnolo, il 2,1% cinese o mandarinom e l'1,8% russo come prima lingua.
C'erano 59.375 famiglie delle quali il 33,6% aveva bambini al disotto dei 18 anni conviventi, il 47,6% erano coppie sposate conviventi, l'11,1% aveva un capo famiglia femminile senza la presenza del marito, e il 36,9% erano nuclei non famigliari. Il 23,3% erano single e il 7,3% erano persone sole al di sopra dei 65 anni. La media della composizione dei nuclei famigliari era di 2,71 e la media delle famiglie effettive era di 3,25.
Nella contea la popolazione era così composta 25,2% meno di 18 anni, 18,3% dai 18 ai 24 anni, 28,2% dai 25 ai 44 anni, 18,9% dai 45 ai 64 anni, e 9,4% avevano dai 65 anni in su. L'età media era di 30 anni. Ogni 100 femmine c'erano 95,6 maschi. Ogni 100 femmine al di sopra dei 18 anni, c'erano 92,2 maschi.
Il reddito medio per ogni nucleo familiare era di $40.769, e il reddito medio di una famiglia era di $51.623. I maschi avevano un reddito medio di $38.022 contro i $30.687 delle femmine. Il reddito pro capite della contea era di $19.365. Circa il 9,5% delle famiglie ed il 18,4% della popolazione si trovava al di sotto della soglia di povertà, incluso il 16,0% di coloro al di sotto dei 18 anni ed il 7,4% di coloro al di sopra dei 65 anni.

## Istruzione

### College e università
- Università della California - Davis
- Woodland Community College

### Scuole pubbliche
Le scuole della contea sono dirette dalla Yolo County Office of Education.

## Governo
La contea è governata da un gruppo di supervisori appartenenti a cinque distretti diversi così come dal governo delle municipalità dei quattro comuni: Davis, West Sacramento, Winters, e Woodland.

## Comuni

### Cities

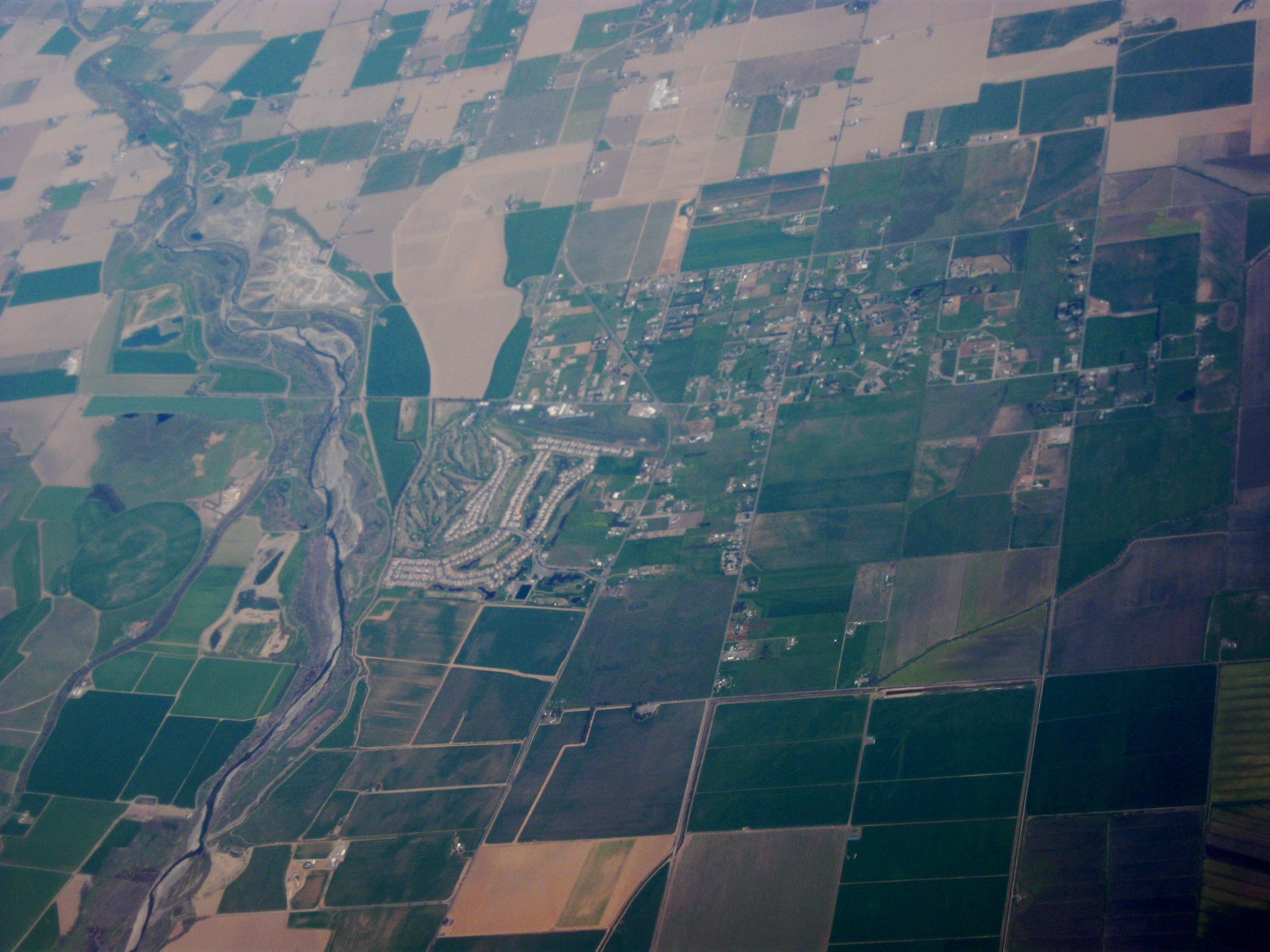
Vista aerea del Watts Woodland Airport e dell'area circostante

- Davis
- West Sacramento
- Winters
- Woodland (capoluogo)

### Census-designated place (CDP)

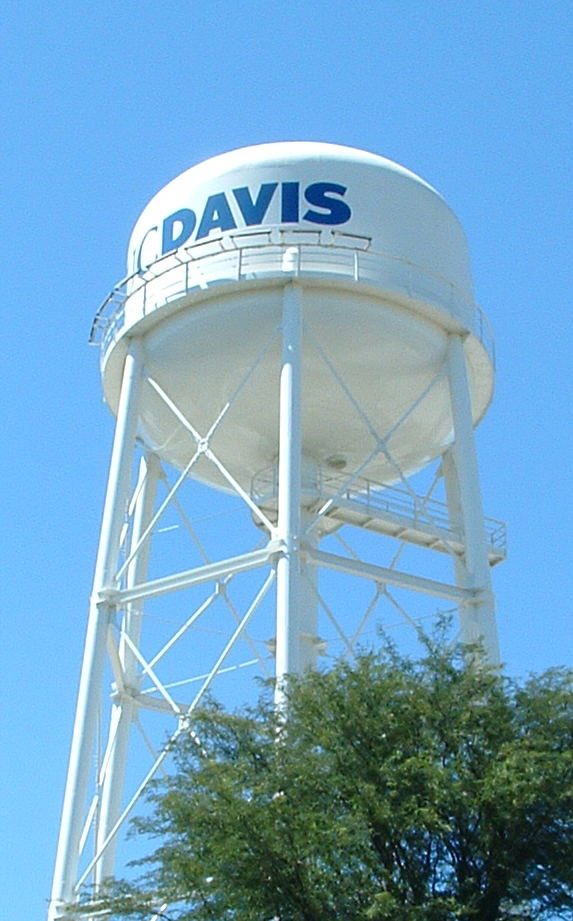
UC Davis

- Brooks
- Clarksburg
- Dunnigan
- El Macero
- Esparto
- Guinda
- Knights Landing
- Madison
- Monument Hills
- Rumsey
- Tancred
- University of California Davis
- Yolo

## Infrastrutture e trasporti

### Maggiori autostrade
- Interstate 5 entra della parte est della contea presso il fiume Sacramento e continua verso il confine nord della contea, a nord di Dunnigan.
- Interstate 80 entra dalla parte est della contea presso il fiume Sacramento e continua verso il confine sud terminando a sud est di Davis.
- Interstate 505 si diparte dalla I-5 a sud di Dunnigan e continua fino al confine sud della contea vicino a Winters
- State Route 16 entra nella contea da nord ovest a nord est di Rumsey e continua attraversando Woodland intercambiandosi con la I-5.
- State Route 45 inizia a Knights Landing presso la California State Route 113 e continua attraverso la linea di confine di contea a nord.
- State Route 113 entra nella contea a sud est di Davis, e continua a nord est vicino a Knights Landing.
- State Route 128 entra nella contea da ovest nei pressi di Lake Berryessa e continua verso la I-505 nei pressi di Winters.

### Strade di contea
Il trasporto nella contea di Yolo è basato su un sistema di strade di contea. La numerazione delle strade avviene nel modo seguente:
1. Le strade che vanno da nord a sud sono numerate a partire dal numero 41 fino al 117 e progressivamente da ovest a est
2. Le strade che vanno da est a ovest sono numerate a partire dal numero 1 fino al 38A, e poi dal 151 al 161 e progressivamente da nord a sud.

Il passaggio da un numero intero al successivo avviene circa ogni miglio (1,6 km), con lettere che indicano le strade che occasionalmente distano meno di un miglio. Le strade di contea che entrano nelle aree urbane generalmente assumono altri nomi una volta che entrano nei confini comunali. Per esempio la County Road 101 a Woodland viene ribattezzata Pioneer Ave e la County Road 102 a Davis diventa la Pole Line Road.

### Trasporti pubblici
- Yolobus (Yolo County Transportation District) è la linea di autobus che collega la Contea di Yolo a Sacramento, e all'Aeroporto Internazionale di Sacramento.
- La città di Davis e l'Università della California - Davis hanno una linea propria di bus la Unitrans, che serve la città e il campus universitario.
- Fairfield-Suisun Transit Line 30 si ferma a Davis e va da Fairfield (Solano County) a Sacramento.
- Amtrak ha una stazione a Davis.

### Aeroporti
- Aeroporto Internazionale di Sacramento nella Contea di Sacramento.
- Watts Woodland Airport, UC Davis University Airport e Yolo County Airport sono tre piccoli aeroporti localizzati nella Contea di Yolo.
- Borges Airport, un aeroporto che si trova vicino a Clarksburg.

## Politica
Yolo è una contea fortemente Democratica da come risulta dalle elezioni presidenziali e parlamentari. L'ultimo Repubblicano che ha vinto nella contea fu Dwight Eisenhower nelle Presidenziali del 1952.
La Contea di Yolo fa parte dei distretti 4º e 7º della Camera dei rappresentanti degli Stati Uniti, rappresentati dai democratici Mike Thompson e Doris Matsui rispettivamente.
Nella Assemblea generale della California, Yolo è divisa tra il quarto e il settimo distretto, mentre nel Senato della California sono il terzo e il sesto distretto.
Nel novembre 2008 Yolo fu una delle tre contee della California che bocciarono la California Proposition 8 che vietava il matrimonio tra coppie dello stesso sesso. Gli elettori della Contea di Yolo hanno bocciato la Proposition 8 con una percentuale del 58,4 % contro 41,6 %. Le altre contee in cui fu bocciata la Proposition 8 furono quelle di Alpine e Mono.